# Plabennec
Plabennec é uma comuna francesa na região administrativa da Bretanha, no departamento Finisterra. Estende-se por uma área de 50,38 km². Em 2010 a comuna tinha 8 628 habitantes (densidade: 171,3 hab./km²).